# لیگ برتر فوتبال لبنان
لیگ برتر فوتبال لبنان (به فرانسوی: Championnat du Liban de Footbal / به عربی: الدوری اللبنانی لکرة القدم) معتبرترین لیگ فوتبال در کشور لبنان است که از سال ۱۹۳۴ میلادی تاکنون در این کشور برگزار می‌شود. ۱۲ باشگاه در این مسابقات حضور دارند.
باشگاه فوتبال الانصار با کسب ۱۳ مقام قهرمانی پرافتخارترین تیم این مسابقات به شمار می‌آید. تیم فوتبال النجمه با ۸ عنوان قهرمانی٬ باشگاه پرافتخار بعدی این لیگ به شمار می‌رود.